# S-IVB
S-IVB（读作"S-four-B"）是由道格拉斯飞行器公司制造的火箭级，使用一台J-2发动机，用作土星五号第三级和土星一号B的第二级。登月时S-IVB点火两次，一次使飞船入轨，第二次进行地月转移轨道切入。

## 历史
S-IVB是从土星一号的上面级，S-IV和研发中的土星五号第一级发展而来，S-IV使用六台液氢液氧发动机，原计划用于C-4火箭的第四级，因此叫做S-IV。
在1960年2月29日招标截止日期前，共有11家公司递交了意向书。4月19日，NASA主席基思·格莱南（T. Keith Glennan）宣布由道格拉斯负责制造，本来康维尔公司（Convair）的标书仅在道格拉斯之下，但康维尔已经获得了半人马座上面级的订单，格莱南不希望康维尔一家垄断液氢火箭市场。
后来，马歇尔航天飞行中心决定在三级火箭C-5（即土星五号的前称）的第三级使用增强型S-IV，即S-IVB，只使用一台J-2，而不需要发动机群。由于它和S-IV的相似性，这次生产合同还是交给道格拉斯。同时，另有计划研发使用S-IVB作第二级的C-IB火箭（土星一号B）来将阿波罗飞船发射到地球轨道进行测试。
道格拉斯制造了两个截然不同的S-IVB：200系列和500系列。200系列用于土星一号B，没有级间连接延伸体；由于不需要二次启动，因此氦气增压系统数量也比500系列少；它有3个用于级间分离的固体小火箭，而500系列只有2个。200系列也缺少用以二次启动J-2的加压余量燃料发动机所需的线性APS推进器。

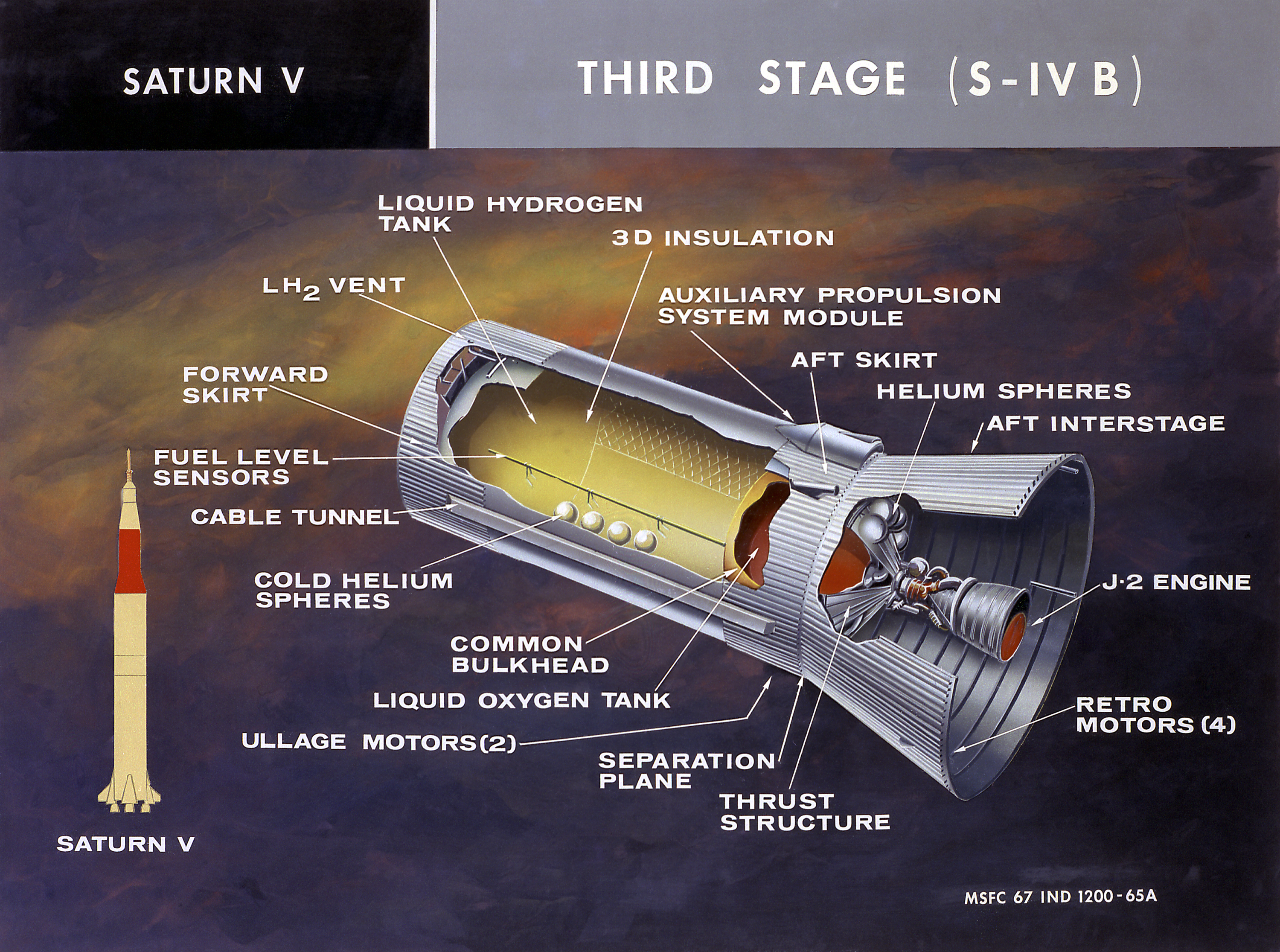
S-IVB剖面图

S-IVB可携带73,280升（19,359 U.S.加仑）液氧，共重87,200 kg（192,243 lbs）； 252,750升（66,770 U.S.加仑）液氢，共重18,000 Kg（39,683 lbs）
一节未使用的S-IVB级被改造为美国第一座太空站天空实验室。

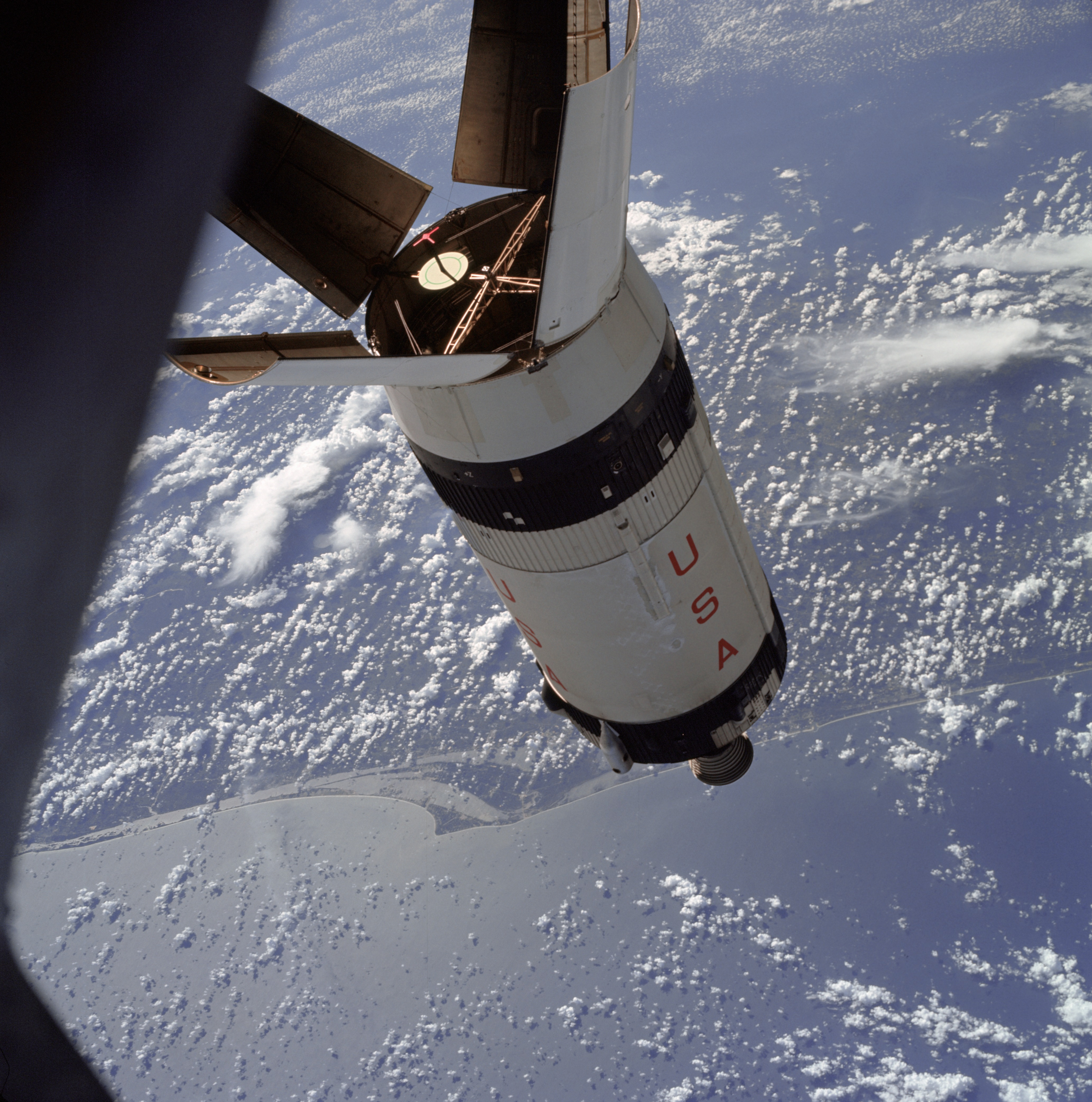
发射阿波罗7号的S-IVB

阿波罗13号、阿波罗14号、阿波罗15号、阿波罗16号和阿波罗17号任务期间，S-IVB级都坠毁在月球，通过人造“月震”来研究月球内部结构。
研发中的地球出发级和战神一号的第二级都将继承S-IVB的一些技术，都将采用一台J-2的升级版J-2X发动机，地球出发级的功能也与500系列相似，一次点火使载荷入轨，二次点火进入地月转移轨道。

## 应用
| 200系列    | 200系列                              | 200系列                              | 200系列                                          |
| 编号       | 应用                                 | 发射日期                             | 当前位置                                         |
| ---------- | ------------------------------------ | ------------------------------------ | ------------------------------------------------ |
| S-IVB-S    | "Battleship" 静力测试                | "Battleship" 静力测试                |                                                  |
| S-IVB-F    | 测试设施                             | 测试设施                             |                                                  |
| S-IVB-D    | 1965年交付马歇尔航天中心进行动态测试 | 1965年交付马歇尔航天中心进行动态测试 | 美国航天和火箭中心                               |
| S-IVB-T    | 1964年12月取消                       | 1964年12月取消                       |                                                  |
| S-IVB-201  | AS-201                               | 1966年2月26日                        |                                                  |
| S-IVB-202  | AS-202                               | 1966年8月25日                        |                                                  |
| S-IVB-203  | AS-203                               | 1966年7月5日                         |                                                  |
| S-IVB-204  | 阿波罗5号                            | 1968年1月22日                        |                                                  |
| S-IVB-205  | 阿波罗7号                            | 1968年10月11日                       |                                                  |
| S-IVB-206  | 天空实验室2号                        | 1973年5月25日                        |                                                  |
| S-IVB-207  | 天空实验室3号                        | 1973年7月28日                        |                                                  |
| S-IVB-208  | 天空实验室4号                        | 1973年11月16日                       |                                                  |
| S-IVB-209  | 天空实验室救援计划                   | 天空实验室救援计划                   | 肯尼迪航天中心                                   |
| S-IVB-210  | 阿波罗-联盟测试计划                  | 1975年7月15日，                      |                                                  |
| S-IVB-211  | 未使用                               | 未使用                               | 美国太空和火箭中心                               |
| S-IVB-212  | 改装为天空实验室                     | 1973年5月14日                        |                                                  |
| 500系列    |                                      |                                      |                                                  |
| 编号       | 应用                                 | 发射日期                             | 当前位置                                         |
| S-IVB-501  | 阿波罗4号                            | 1967年11月9日                        |                                                  |
| S-IVB-502  | 阿波罗6号                            | 1968年4月4日                         |                                                  |
| S-IVB-503  | 测试时被毁                           | 测试时被毁                           |                                                  |
| S-IVB-503N | 阿波罗8号                            | 1968年12月21日                       | 太阳轨道                                         |
| S-IVB-504  | 阿波罗9号                            | 1969年3月3日                         | 太阳轨道                                         |
| S-IVB-505  | 阿波罗10号                           | 1969年5月18日                        | 太阳轨道                                         |
| S-IVB-506  | 阿波罗11号                           | 1969年7月16日                        | 太阳轨道                                         |
| S-IVB-507  | 阿波罗12号                           | 1969年11月14日                       | 太阳轨道；2002年当作小行星被发现，给予编号J002E3 |
| S-IVB-508  | 阿波罗13号                           | 1970年4月11日                        | 月面                                             |
| S-IVB-509  | 阿波罗14号                           | 1971年1月31日                        | 月面                                             |
| S-IVB-510  | 阿波罗15号                           | 1971年7月26日                        | 月面                                             |
| S-IVB-511  | 阿波罗16号                           | 1972年4月16日                        | 月面                                             |
| S-IVB-512  | 阿波罗17号                           | 1972年12月7日                        | 月面                                             |
| S-IVB-513  | 阿波罗18号（取消）                   | N/A                                  | 约翰逊航天中心                                   |
| S-IVB-514  | 未使用                               | 未使用                               | 肯尼迪航天中心                                   |
| S-IVB-515  | 改造为天空实验室备份                 | 改造为天空实验室备份                 | 国家航空航天博物馆                               |